# 2022年世界水泳選手権ニカラグア選手団
2022年世界水泳選手権ニカラグア選手団は、2022年6月18日から7月3日までハンガリーのブダペストで開催された第19回世界水泳選手権のニカラグア選手団、およびその競技結果。

## 選手団
- 人員: 選手 2人

## 選手名簿・結果
| 選手                     | 種目               | 予選      | 予選 | 準決勝   | 準決勝   | 決勝     | 決勝     |
| 選手                     | 種目               | 結果      | 順位 | 結果     | 順位     | 結果     | 順位     |
| ------------------------ | ------------------ | --------- | ---- | -------- | -------- | -------- | -------- |
| ジェラルド・エルナンデス | 男子100mバタフライ | 57秒75    | 53位 | 予選敗退 | 予選敗退 | 予選敗退 | 予選敗退 |
| ジェラルド・エルナンデス | 男子200mバタフライ | 2分09秒26 | 40位 | 予選敗退 | 予選敗退 | 予選敗退 | 予選敗退 |
| マリア・シュッツマイエル | 女子50m自由形      | 27秒20    | 46位 | 予選敗退 | 予選敗退 | 予選敗退 | 予選敗退 |
| マリア・シュッツマイエル | 女子50mバタフライ  | 28秒33    | 41位 | 予選敗退 | 予選敗退 | 予選敗退 | 予選敗退 |